# 乐森璕
乐森璕（1899年9月4日—1989年2月12日），字季纯，男，祖籍贵州黄平，生于贵阳，中国古生物学家、地质学家，长于四射珊瑚和泥盆纪的地层研究。1924年毕业于北京大学地质系。1936年获德国马堡大学哲学博士学位。1955年当选中国科学院学部委员（院士）。曾任北京大学地质系教授。

## 生平
1918年以考入北京大学预科，后转入北京大学地质学系学习，师从地质学家李四光和葛利普等。1924年毕业，获理学士学位，考入原农商部地质调查所任调查员。
1927年在中国地质学会志发表《辽宁及河北石炭纪管状珊瑚虫之新属》，1932年与黄汲清合著《扬子江下游栖霞石灰岩之珊瑚化石》，成为研究中国南方二叠纪地层和珊瑚化石的奠基性文献。1927年发表《贵阳附近之二叠纪胁形贝动物群》(Lyttonia Fauna)，证明贵阳附近有晚二叠世的地层。此外，乐森璕命名了茅口石灰岩、王家坝石灰岩、新铺中生代地层、安顺淡水螺层、轿子山煤系和蟒山石英砂岩等，提供了“法郎组”时代的化石依据，并指出了贵州上二叠统地层的相变关系。
1934年赴德国留学，在格廷根大学和马堡大学学习泥盆纪的腕足动物、四射珊瑚及中生代有孔虫。1936年在德国古生物志上发表了《中国南部广西省中泥盆世四射珊瑚群》，与德国莱茵地区的珊瑚动物群对比，确定了艾菲尔阶及吉维特阶的地层，并结合腕足动物化石，将广西北部的泥盆纪地层划分为3个统7个组。1939年以德文发表《中国南部海相早泥盆世晚期及中泥盆世早期地层的划分》。
1936年归国，在中山大学教授古生物学和地史学，并在两广地质调查所兼任地质调查工作。1937年创立贵州矿产测勘团，以调查矿产资源；强调贵州省煤、铁、汞、铝四大矿产资源在全国有重要地位。编制1：7.5万《贵阳附近地质图（含矿产）》及1：2.5万《贵阳市区地质图》。
1944年在贵阳市召开中国地质学会第20届年会，宣读《贵州地质的轮廓》及《贵阳附近之地质构造》。抗战胜利后负责贵州地质调查所，绘制50万分之一《贵州地质略图》和《贵州矿产分布图》。
中华人民共和国成立后被任命为西南地质调查所副所长。1956年起发表《四川龙门山区泥盆纪分层分带及其基础》和《黔东翁项区上泥盆纪早期之发现及其地层上之意义》，与候鸿飞合著《中国南部泥盆石炭分界问题的探讨》，与俞昌民合著《中国泥盆纪拖鞋珊瑚的新资料》。
1959年他与秦洪宾合译《微体化石概论》，1964年与吴望始合著《珊瑚化石（四射珊瑚）》，系统介绍四射珊瑚的形态构造和研究方法，包括300多个属和亚属的特征。60年代在疗养期间译《微体古生物学导论》，约55万字。
　　 
1981年以83岁高龄在贵州省自然科学学术讲座上讲《贵州煤矿资源发展远景及其综合利用》。
1982年在福州召开“中国古生物学会珊瑚学科组成立大会暨第一次学术讨论会”，宣读与林英铴、金善玉和齐文同合写的《中国四射珊瑚研究概况》。
1989年2月12日去世。